# Уайлдер, В. Ли
В. Ли Уайлдер (англ. W. Lee Wilder), полное имя Вильям Ли Уайлдер (англ. William Lee Wilder; 22 августа 1904, Суха-Бескидзка, Цислейтания — 14 февраля 1982, Лос-Анджелес, Калифорния) — американский сценарист, режиссёр и продюсер, работавший в 1940—1960-е годы в кино и на телевидении. В. Ли Уайлдер является старшим братом известного кинорежиссёра Билли Уайлдера.
В. Ли Уайлдер как режиссёр более всего известен своими малобюджетными фантастическими фильмами «Призрак из космоса» (1953), «Убийцы из космоса» (1954), «Снежное существо» (1954) и «Человек без тела» (1957), а также фильмами нуар «Стеклянное алиби» (1946), «Претендент» (1947), «Украв однажды» (1950) и «Большой блеф» (1955).

## Ранние годы жизни и начало карьеры
Вильям Ли Уайлдер родился 22 августа 1904 года в Суха, Галиция, Австро-Венгрия (ныне Суха-Бескидзка, Малопольское воеводство, Польша), его имя при рождении — Вильгельм Вильдер (нем. Wilhelm Wilder). Он является старшим братом известного режиссёра Билли Уайлдера. Отказавшись от промышленной карьеры в Европе, Вильям отправился в Нью-Йорк. Первоначально он занимался в Нью-Йорке производством кошельков и ручных сумочек в собственной фирме Wm. Wilder Co., Inc., а в 1945 году отправиться в Голливуд для производства фильмов.

## Карьера в кинематографе
В кинематографе В. Ли Уайлдер работал со значительно менее бюджетными и менее заметными картинами, чем его знаменитый брат Билли. В 1945 году Уайлдер выступил как продюсер фильмов нуар Энтони Манна «Странное воплощение» (1945) и «Великий Фламарион» (1945). В фильме «Странное воплощение» (1945) изуродованная во время эксперимента женщина-учёный (Бренда Маршалл) делает пластическую операцию и под именем погибшей шантажистки начинает бороться за восстановление своего прежнего положения и возвращение любимого человека (Уильям Гарган). По словам биографа Энтони Манна Макса Альвареса, для фильма категории В картина неплохо показала себя в прокате , однако не вызвала особого интереса со стороны критики. Вместе с тем, современные историки кино с учётом личности режиссёра уделили картине достаточно большое внимание. Так, Алварез в своей книге о Манне, в частности, написал, что несмотря на ограничения по масштабу и бюджету, а также «на неудовлетворительный финал, картина является неординарным и безумным маленьким триллером». Киновед Майкл Кини отметил, что «хотя не все будут в восторге от неожиданного конца, всё-таки это приятный фильм нуар с доставляющей удовольствие игрой всех актёров», а Гленн Эриксон назвал картину «забавной и странной женской версией „Шрама“ (1948), но без связи с организованной преступностью». Критик пишет, что это «один из тех хитрых сюжетных фильмов, которые заставляют нас внимательно следить за происходящим до самого конца… Начиная с похищения чужой личности и чудодейственной пластической операции, которые бывают только в кино, фильм быстро погружается в сумеречную зону перевоплощений». И несмотря на то, что «ограниченный по численности актёрский состав играет всего в нескольких декорациях, фильм вовсе не смотрится дёшево». 
В фильме нуар «Великий Фламарион» (1945) Эрик фон Штрогейм сыграл заглавную роль высокомерного циркового артиста, исполняющего на сцене номер с огнестрельным оружием. Закоренелый женоненавистник, Фламарион поначалу мало обращает внимания на свою красивую ассистентку Конни (Мэри Бет Хьюз), которая является женой его другого ассистента, Эла Уоллеса (Дэн Дьюриа). Конни начинает флиртовать со своим боссом, и вскоре после этого Эл неожиданно гибнет во время выступления Фламариона. Совершив это убийство, Фламарион рассчитывает на сближение с Конни, однако, как выясняется, она хотела с помощью Фламариона избавиться от мужа, чтобы жить со своим любовником. По словам историка кино Денниса Шварца, «это посредственно и тяжеловесно рассказанная история, за которой однако забавно наблюдать благодаря фон Штрогейму в роли обиженного человека, который ищет мести за то, что его использовали».
В 1946 году Уайлдер впервые выступил в качестве не только продюсера, но и режиссёра с фильмом студии Republic «Стеклянное алиби» (1946). Речь в картине идёт об аморальном криминальном репортёре (Дуглас Фоули), который ради получения наследства женится на молодой миллионерше (Марис Риксон), которой осталось жить не более шести месяцев. Когда после свадьбы женщине становится лучше, репортёр вместе со своей любовницей (Энн Гвин), которая одновременно является подружкой сидящего в тюрьме гангстера (Сай Кендалл), решает убить её. Репортёр тщательно продумывает и совершает преступление, однако по иронии судьбы против него выдвигают обвинение не в убийстве жены, а в убийстве любовницы, которую в действительности убил сбежавший из тюрьмы гангстер. Хотя фильм не привлёк к себе особого внимания критики, тем не менее он характеризовался в основном положительно. В частности, историк кино Майкл Кини особенно отметил высокий темп этого «сурового малобюджетного нуара», который «всего за 63 минуты проносится до потрясающего финала». Критик также отмечает хорошую актёрскую игру, в частности, Пола Келли, который в роли «крутого копа правильно догадывается, что намерения репортёра вовсе не так уж благородны», а также Энн Гвин, которая «высококлассно сыграла роковую женщину, практически конкурируя с игрой Энн Сэвидж в „Объезде“». Историк кино Артур Лайонс, сравнивая этот фильм с его римейком «Большой блеф» (1955), который также поставил Уайлдкр, отмечает, что «Стеклянное алиби» «лучше как по актёрскому составу, так и по постановке».
Следующей работой Уайлдера, где он вновь был режиссёром и продюсером, стал фильм нуар «Претендент» (1947). Центральный персонаж этой картины, проворовавшийся инвестиционный банкир (Альберт Деккер), нанимает гангстера, чтобы убить соперника в борьбе за богатую наследницу (Кэтрин Крейг), но по иронии судьбы сам становится мишенью для киллера. По словам Хэла Эриксона, получилась «недорогая, но приличная мелодрама о человеке, угодившем в собственную ловушку». Историк фильма нуар Боб Порфирио написал, что «несмотря на статичную режиссуру, натянутые реплики и некоторые другие недоработки в сценарии, фильм является впечатляющим примером нуарового видения, главным образом благодаря смелой экспрессионистской операторской работе Джона Олтона и стильной игре Деккера». Киновед Спенсер Селби назвал картину «триллером категории В с сильным нуаровым визуальным рядом», отметив также, что это «первый нуар в карьере выдающегося мастера стиля, оператора Джона Олтона». Деннис Шварц назвал эту работу Уайлдера «потрясающим фильмом нуар о счастливом человеке, который становится параноиком и сам загоняет себя в ловушку», далее заметив, что «это захватывающая картина, несмотря на ходульность сценария и вялость режиссуры».
Затем Уайлдер выступил продюсером и режиссёром криминальной драмы «Порочный круг» (1948), действие которой происходит в Венгрии, где крупный землевладелец обнаруживает нефтеносный участок под расположенными по соседству землями евреев-фермеров. Чтобы завладеть их землёй, он с помощью местных властей подставляет их в убийстве женщины.
В 1949—1950 годах Уайлдер написал, спродюсировал и поставил 16 музыкальных короткометражек с традиционными спиричуэлами и фольклорной музыкой.
В 1950 году Уайлдер вернулся к жанру фильм нуар, спродюсировав и поставив картину «Украв однажды» (1950). В центре внимания картины находится мелкая магазинная воровка Марджи Фостер (Джун Хэвок), которая решает покончить с преступной жизнью и устраивается на работу официанткой. Вскоре она влюбляется в учтивого владельца химчистки Митча (Сизар Ромеро), который обманом вытягивает из неё все накопленные деньги, а затем сдаёт её полиции. Узнав о его предательстве, Марджи находит способ сбежать из тюрьмы и жестоко отомстить бывшему возлюбленному. После выхода картины на экраны кинообозреватель «Нью-Йорк Таймс» Босли Краузер назвал её «слабым маленьким приключенческим фильмом». В этой ленте, по словам Краузера, «Ромеро играет джентльмена с пристрастием к модной одежде и скучным женщинам. Профессиональный жулик, он уже отправил одну дамочку на самоуничтожение, после чего взялся за следующую простушку в лице Джун Хэвок которая когда-то сама немного подворовывала в магазинах. Мисс Хэвок осознала ошибочность своего прошлого поведения, но, кажется, не способна разгадать Ромеро. При этом всё настолько очевидно, что любой кинозритель поймёт эту насквозь прозрачную историю задолго до того, как она дойдёт своим утомительным путём до той точки, когда наша леди, собираясь отправить своего лживого дружка на тот свет, страстно говорит ему: „Ты прогнил“». По мнению рецензента, то же можно сказать и о фильме в целом. По мнению Майкла Кини, «это довольно хороший низкобюджетный фильм с отличной игрой Хэвок в главной роли» , а Хэл Эриксон заключил, что «хотя фильм содержит не так много неожиданного, однако он может похвастаться впечатляющим подбором актёров второго плана, включая Мари Макдональд, Лона Чейни-младшего, Айрис Эдриан и Кэтлин Фриман».
В криминальной комедии «Три шага на Север» (1951), расквартированный в Италии американский солдат Фрэнк Килер (Ллойд Бриджес) прилично заработал спекуляциями на чёрном рынке. Однако в конце концов его ловят и сажают в тюрьму, при чём до того, как он успевает надёжно спрятать свои деньги. После выхода на свободу он возвращается в Италию, чтобы забрать свои деньги, обнаруживая однако, что кто-то уже нашел и похитил их. Фрэнк начинает розыск человека, скрывшегося с его деньгами, и среди подозреваемых оказываются его бывшая подруга (Леа Падовани), кладбищенский рабочий (Альдо Фабрици) и бандит (Уильям Таббс).
В 1950-е годы Уайлдер создал продюсерскую компанию Planet Filmplays, с помощью которой спродюсировал и поставил несколько малобюджетных научно-фантастических фильмов, в написании сценариев которых принимал участие его сын Майлс Уайлдер. Первым таким фильмом стал «Призрак из космоса» (1953), который журнал TV Guide описал как «глупый научно-фантастический фильм, в котором невидимый пришелец из космоса падает на Землю рядом с американской обсерваторией». После того, как инопланетянин убивает нескольких людей на пикнике, полиция с помощью ученых выясняет, что невидимый инопланетянин носит шлем, содержащий воздух с его собственной планеты, обеспечивающий ему существование. Бесстрашные ученые с помощью установки, излучающей инфракрасные лучи, ловят инопланетянина, делают его видимым и снимают с него шлем, тем самым убивая его.
Как написал Крейг Батлер, уже «само название фильма „Убийцы из космоса“ (1953) настолько трэшевое, что нетрудно догадаться, что мы имеем дело с жалкой научно-фантастической глупостью. Сюжет картины, согласно которому инопланетяне завладевают телом мёртвого учёного и используют его в качестве своего орудия завоевания мира, что также представляется пошлой халтурой. И когда выясняется, что инопланетяне похожи не на что иное, как на полных мужчин в комбинезонах с шариками для пинг-понга вместо глаз, кажется невероятным, над фильмом не смеются от начала и до конца. Однако, к сожалению, режиссёру каким-то образом удаётся убрать всё весёлое из того, что должно быть сумасшедшим провалом, сделав фильм настолько утомительным и скучным, что все забавное исчезает из него в течение первых 15 минут. Очевидно, Уайлдер пытался отнестись к этому материалу серьёзно, что не является преступлением. Но его работе здесь так не хватает элементарного мастерства, так не хватает какого-либо чувства ритма, структурированности или напряженности, что картину тяжело высидеть до конца. Истинные поклонники научной фантастики 1950-х годов, возможно, захотят посмотреть „Убийц“, чтобы увидеть связь между этим и более качественными фильмами, такими как „Захватчики с Марса“ или „День, когда Земля остановилась“, но остальным рекомендуем просто пропустить его». С другой стороны, как полагает Брюс Эдер, эта картина стала «лучшим и самым известным фантастическим фильмом Уайлдера, по крайней мере, для поклонников фильмов ужасов». Он называет картину «причудливым и неотразимым научно-фантастическим триллером о попытке инопланетного вторжения на Землю с использованием гигантских насекомых и ящериц, малобюджетные методы съёмки, рубленый монтаж и дешевые спецэффекты которого объединяются в завораживающее целое».
В том же году вышел фантастический хоррор Уайлдера «Снежное существо» (1954), который рассказывал о йети, пойманном учёными в Гималаях, который сбегает после транспортировки в Лос-Анджелес. Затем последовали хоррор «Человек без тела» (1957) с Робертом Хаттоном и Джорджем Кулурисом о бизнесмене с опухолью мозга, которому учёные пересаживают реанимированную голову Нострадамуса, а также триллер «Шпионы в небе!» (1958) о попытке группы преступников торговать советскими космическими секретами.
Фильм нуар «Большой блеф» (1955) был ремейком более раннего нуара Уайлдера «Стеклянное алиби» (1946), главные роли в картине сыграли Джон Бромфилд, Марта Викерс и Роберт Хаттон. Нуаровый хоррор «Страх» (1956) рассказывал о психически больной женщине, которая искренне верит, что является реинкарнацией любовницы кронпринца Рудольфа, которая умерла в результате совместного самоубийства в 1889 году. В ходе её лечения психиатр влюбляется в неё, но затем она впадает в транс и уходит. Только когда у неё начинаются отношения с безумным убийцей, который выглядит в точности как умерший принц, она приходит в норму. Относительно удачной среди последних картин Уайлдера стал криминальный триллер «Десять медовых месяцев Синей бороды» (1960), который давал ещё одну интерпретацию известной истории о Синей бороде, где он предстаёт в образе учтивого торговца антиквариатом (Джордж Сэндерс), влюблённого в певицу из ночного клуба (Коринн Калветт), которую интересуют исключительно деньги.
Последними фильмами Уайлдера стали криминальная приключенческая лента «Каксамбу!» (1967) с Джоном Айрлендом и Кэрол Омарт об охоте воинственного туземного племени на группу воров, угнавших самолёт с драгоценностями, который упал в джунглях Амазонки, а также фантастическая драма «Омегане» (1968), где художник решает расправиться с неверной женой и её любовником, уговорив их позировать ему, стоя в радиоактивной реке среди джунглей.

## Личная жизнь
Вильям Ли Уайлдер является отцом кино- и телесценариста Майлса Уайлдера (англ. Myles Wilder) (1933-2010), который работал с отцом на таких фильмах, как «Призрак из космоса» (1953), «Убийцы из космоса» (1954), «Снежное существо» (1954), «Человек-рыба» (1956), «Страх» (1956), «Шпион в небе!» (1958) и «Десять медовых месяцев Синей бороды» (1960), .

## Смерть
Вильям Ли Уайлдер умер 14 февраля 1982 года в Лос-Анджелесе, Калифорния.

## Фильмография
| Год       | Название                            | Оригинальное название     | Фильм / телесериал     | Примечание                    |
| --------- | ----------------------------------- | ------------------------- | ---------------------- | ----------------------------- |
| 1945      | Великий Фламарион                   | The Great Flamarion       | Фильм                  | Продюсер                      |
| 1946      | Странное воплощение                 | Strange Impersonation     | Фильм                  | Продюсер                      |
| 1946      | Стеклянное алиби                    | The Glass Alibi           | Фильм                  | Режиссёр, продюсер            |
| 1947      | Претендент                          | The Pretender             | Фильм                  | Режиссёр, продюсер            |
| 1947      | Янки-факир                          | Yankee Fakir              | Фильм                  | Режиссёр, продюсер            |
| 1948      | Порочный круг                       | The Vicious Circle        | Фильм                  | Режиссёр, продюсер            |
| 1949      | Заветные баллады                    | Treasured Ballads         | Короткометражный фильм | Режиссёр, продюсер, сценарист |
| 1949      | Мелодичные спиричуэлы               | Melodic Spirituals        | Короткометражный фильм | Режиссёр, продюсер, сценарист |
| 1949      | Образы и голоса                     | Visions and Voices        | Короткометражный фильм | Режиссёр, продюсер, сценарист |
| 1949      | Мелодичные скетчи                   | Melodius Sketches         | Короткометражный фильм | Режиссёр, продюсер, сценарист |
| 1949      | Симфонические оттенки               | Symphonic Shades          | Короткометражный фильм | Режиссёр, продюсер, сценарист |
| 1949      | Возрождённые мелодии                | Melodies Reborn           | Короткометражный фильм | Режиссёр, продюсер, сценарист |
| 1949      | Заветные мелодии                    | Cherished Melodies        | Короткометражный фильм | Режиссёр, продюсер, сценарист |
| 1950      | Южная а-капелла                     | Southern A Capella        | Короткометражный фильм | Режиссёр, продюсер, сценарист |
| 1950      | Традиция                            | The Tradition             | Короткометражный фильм | Режиссёр, продюсер, сценарист |
| 1950      | Памятные сокровища                  | Memorable Gems            | Короткометражный фильм | Режиссёр, продюсер, сценарист |
| 1950      | Мелодии, которые живут              | Tunes That Live           | Короткометражный фильм | Режиссёр, продюсер, сценарист |
| 1950      | Наполненные славой спиричуэлы       | Glory Filled Spirituals   | Короткометражный фильм | Режиссёр, продюсер, сценарист |
| 1950      | Выдающееся из далёкого прошлого     | Highlights of Long Ago    | Короткометражный фильм | Режиссёр, продюсер, сценарист |
| 1950      | Запомнившееся надолго               | Long Remembrances         | Короткометражный фильм | Режиссёр, продюсер, сценарист |
| 1950      | Фольклор                            | Folk Lore                 | Короткометражный фильм | Режиссёр, продюсер, сценарист |
| 1950      | Настроения                          | The Moods                 | Короткометражный фильм | Режиссёр, продюсер, сценарист |
| 1950      | Украв однажды                       | Once a Thief              | Фильм                  | Режиссёр, продюсер            |
| 1951      | Три шага на север                   | Three Steps North         | Фильм                  | Режиссёр, продюсер            |
| 1952-1955 | Борцы с бандами                     | Gang Busters              | Телесериал (3 эпизода) | Режиссёр                      |
| 1953      | Призрак из космоса                  | Phantom from Space        | Фильм                  | Режиссёр, продюсер            |
| 1954      | Убийцы из космоса                   | Killers from Space        | Фильм                  | Режиссёр, продюсер            |
| 1954      | Снежное существо                    | The Snow Creature         | Фильм                  | Режиссёр, продюсер            |
| 1955      | Большой блеф                        | The Big Bluff             | Фильм                  | Режиссёр, продюсер            |
| 1956      | Страх                               | Frigh                     | Фильм                  | Режиссёр, продюсер            |
| 1956      | Человек-рыба                        | Manfish                   | Фильм                  | Режиссёр, продюсер            |
| 1957      | Человек без тела                    | The Man Without a Body    | Фильм                  | Режиссёр                      |
| 1958      | Шпион в небе!                       | Spy in the Sky!           | Фильм                  | Режиссёр, продюсер            |
| 1960      | Десять медовых месяцев Синей Бороды | Bluebeards Ten Honeymoons | Фильм                  | Режиссёр                      |
| 1967      | Каксамбу                            | Caxambu!                  | Фильм                  | Режиссёр, продюсер            |
| 1968      | Омегане                             | The Omegans               | Фильм                  | Режиссёр, продюсер            |